# Municipio de Hagel
El municipio de Hagel (en inglés: Hagel Township) es un municipio ubicado en el condado de Pierce en el estado estadounidense de Dakota del Norte. En el año 2010 tenía una población de 87 habitantes y una densidad poblacional de 0,93 personas por km².

## Geografía
El municipio de Hagel se encuentra ubicado en las coordenadas 47°53′1″N 99°51′58″O / 47.88361, -99.86611. Según la Oficina del Censo de los Estados Unidos, el municipio tiene una superficie total de 93.08 km², de la cual 92,76 km² corresponden a tierra firme y (0,35 %) 0,32 km² es agua.

## Demografía
Según el censo de 2010, había 87 personas residiendo en el municipio de Hagel. La densidad de población era de 0,93 hab./km². De los 87 habitantes, el municipio de Hagel estaba compuesto por el 98,85 % blancos, el 1,15 % eran asiáticos. Del total de la población el 1,15 % eran hispanos o latinos de cualquier raza.